# Dry Deck Shelter

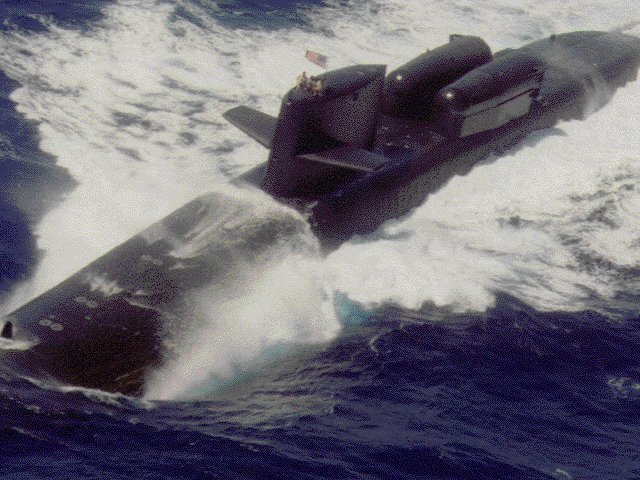
Zwei DDS auf der Kamehameha

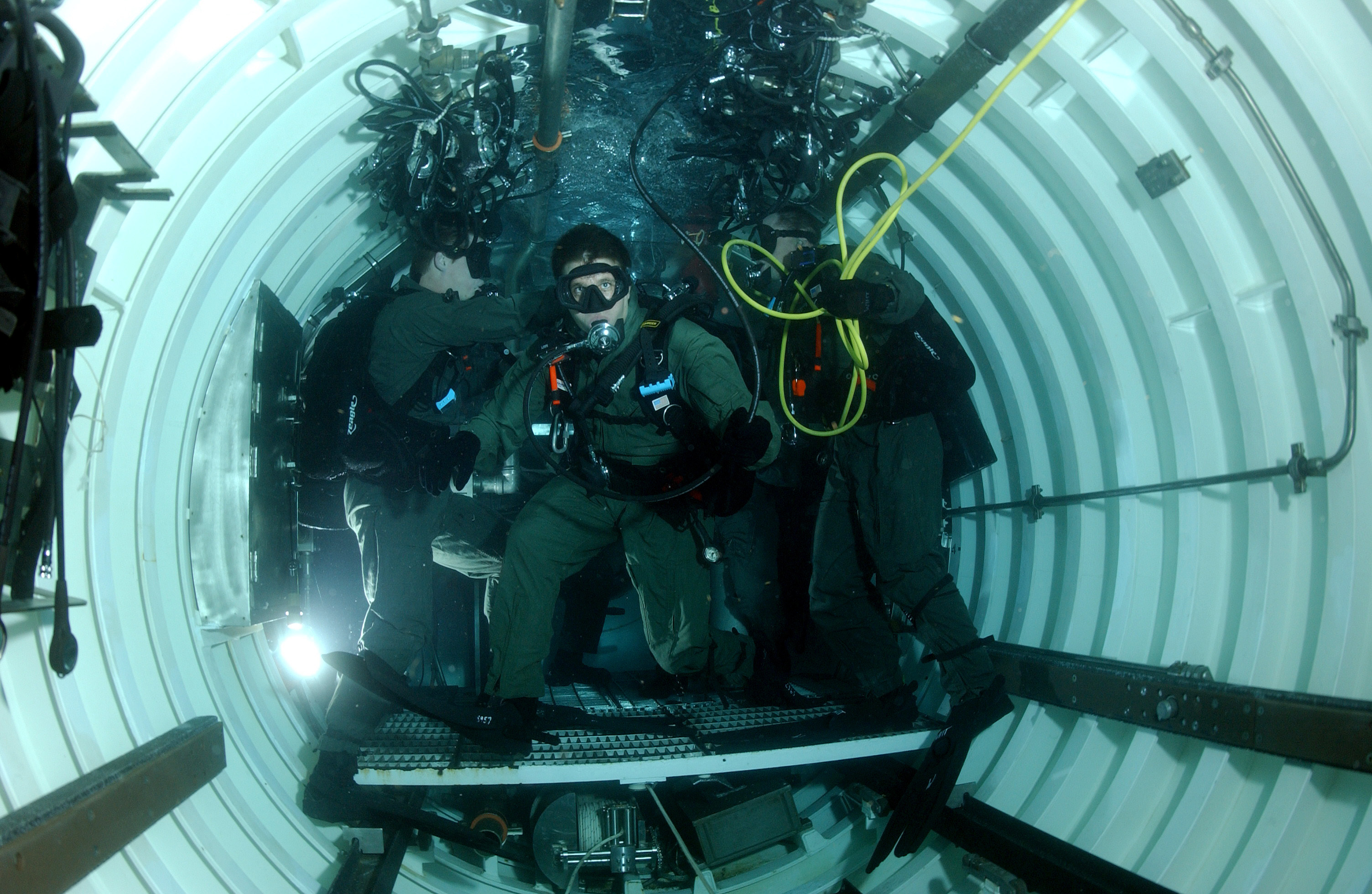
SEALs in einem DDS

Ein Dry Deck Shelter (DDS) ist ein Modul, das an U-Booten angebracht werden kann. Es erlaubt Tauchern das einfache Betreten und Verlassen eines getauchten U-Bootes.

## Technik
Um ein DDS transportieren zu können, muss das Träger-U-Boot speziell ausgerüstet sein, unter anderem muss die Passform der Luken gegeben sein, damit die Taucher vom U-Boot in das Modul gelangen können. Außerdem müssen auch Verbindungen für Elektrizität sowie Rohre für die Druckluft der Taucher und zum Lenzen (Leerpumpen) der Schleuse vorhanden sein. Auch müssen hinter dem Turm spezielle Vorrichtungen zur Befestigung des DDS angebracht werden.
Die DDS der United States Navy sind 11,6 Meter lang und 2,7 Meter hoch und breit. Sie verdrängen gut 30 m³ Wasser. Der Transport erfolgt per Flugzeug in einer Lockheed C-5 Galaxy oder per Lastwagen.
Die Hülle aus HY-80-Stahl, der mit glasfaserverstärktem Kunststoff ummantelt ist, besteht aus drei Abteilungen: Einer runden Dekompressionskammer, einer Transferkammer sowie einem Hangar für ein Swimmer Delivery Vehicle oder 20 United States Navy SEALs mit vier Combat Rubber Raiding Craft, eine Art aufblasbares Sturmboot.
2004 waren sechs DDS in Dienst. Das erste davon wurde 1982 von Electric Boat gefertigt, die restlichen zwischen 1987 und 1991 von Newport News Shipbuilding. Die Lebenserwartung liegt bei rund 40 Jahren. Die DDS werden mit DDS-01S bis DDS-06P bezeichnet. S steht dabei für Starbord (Steuerbord), P für Port (Backbord). -01, -04 und -05 sind hierbei S. Während die DDS bei den U-Booten der Los-Angeles-Klasse und der Sturgeon-Klasse genau auf der Mittellinie angebracht sind, konnten vier ehemalige Raketen-U-Boote (je zwei der Klassen Benjamin Franklin und Ethan Allen) zwei Dry Deck Shelters tragen, hierfür war die Unterscheidung zwischen P und S wichtig. Auch die vier zu Ship Submersible Guided Missile Nuclear umgebauten U-Boote der Ohio-Klasse können zwei DDS tragen.